# Kościół Najświętszego Serca Pana Jezusa w Czyżowicach
Kościół Najświętszego Serca Pana Jezusa w Czyżowicach – rzymskokatolicki kościół filialny w Czyżowicach, należący do parafii św. Anny w Niemysłowicach, w dekanacie Prudnik, diecezji opolskiej.

## Historia
Kościół wzniesiony w latach 1932–1936 dzięki staraniom pochodzącego z Czyżowic księdza Roberta Mazura. Budowa kosztowała 100 tys. marek. Uroczyste poświęcenie i zawieszenie dzwonów na wieży kościoła odbyło się 30 października 1934. Od 1946 należy do parafii św. Anny w Niemysłowicach.

## Architektura
Jest to kościół halowy. Świątynia została zbudowana na planie prostokąta, z węższym prezbiterium i przylegającą z boku nawy kilkukondygnacyjną wieżą. Wzdłuż nawy arkadowy przedsionek. Wyposażenie kościoła stanowi ołtarz główny (tryptyk) z wizerunkami Jezusa Chrystusa z aniołami po bokach i świętymi Piotrem i Pawłem na skrzydłach, a także dwa ołtarze boczne: jeden z figurkami Matki Bożej z insygniami (koroną i berłem) i św. Józefa z Dzieciątkiem Jezus i piłą. Kościół nie posiada wyraźnych cech stylowych. W pobliżu kościoła znajduje się cmentarz.